# Moffen (Insel)
Moffen ist eine kleine Insel im Norden der zu Norwegen gehörenden Inselgruppe Spitzbergen. Die flache atoll-ähnliche Insel ist etwa drei Kilometer lang, bis zu zwei Kilometer breit und inklusive der Lagune in ihrem Inneren rund fünf Quadratkilometer groß. Sie liegt annähernd auf dem 80. nördlichen Breitengrad im Ausgang des Wijdefjords, zwanzig Kilometer nördlich der Insel Spitzbergen, der größten Insel des Archipels, bzw. nordwestlich der Halbinsel Reinsdyrflya, Haakon-VII-Land.
Die Insel wurde Mitte des 17. Jahrhunderts von holländischen Robben- und Walfängern entdeckt und möglicherweise nach der in den Niederlanden gebräuchlichen, jedoch abwertenden Bezeichnung für Deutsche, Mof, benannt. Die Insel stellt heute ein bedeutendes Rückzugsgebiet für Walrosse dar, die sich zu Hunderten auf der flachen Insel aufhalten. Sie wird daher regelmäßig von Ausflugsschiffen angesteuert, darf jedoch bis Mitte September nicht betreten werden. Auf Moffen brüten Eiderenten, Küstenseeschwalben, Ringelgänse und Schwalbenmöwen. Die Insel ist ein Naturschutzgebiet (Moffen naturreservat) innerhalb des Nordvest-Spitsbergen-Nationalparks und stellt dort die nordöstlichste Landmasse dar.